# Músculos dilatadores de la boca
Los músculos dilatadores de la boca son músculos que contribuyen, como su nombre indica, a dilatar la boca. Son los siguientes:
- Músculo cigomático mayor.
- Músculo cigomático menor.
- Músculo risorio.
- Músculo elevador del labio superior.
- Músculo elevador del labio superior y del ala de la nariz.
- Músculo elevador del ángulo de la boca.
- Músculo depresor del labio inferior.
- Músculo depresor del ángulo de la boca.
- Músculo platisma.

El control de la apertura de la boca mantiene la comida y los líquidos dentro de la cavidad bucal. El tamaño y forma de la boca también son críticos en la comunicación oral, contribuyendo a la variedad de sonidos vocales y consonantes presentes en el discurso.
Forman, junto con los constrictores de la boca y los reguladores del volumen,  el conjunto de músculos que actúan sobre dicha estructura.